# カナダ・ナショナル銀行
カナダ・ナショナル銀行（英称：National Bank of Canada、仏称：Banque Nationale du Canada、TSX：NA）は、カナダのモントリオールに本社を置く銀行である。カナダ五大銀行に次ぐ6番目の規模をもち、支店数446のうち、その大部分がケベックとオンタリオ、ニューブランズウィック州内にある。ただしケベック州に比重が置かれている。国外の駐在員事務所または支店がハバナ、香港、ロンドン、パリ、ナッソー、ニューヨークにあり、フロリダにはネットバンクと名づけた子会社を開設している。一般には「ナショナル・バンク」と呼ばれるほか、「ナショナル・バンク・オブ・カナダ」の表記も見られる。なお、カナダの中央銀行であるバンク・オブ・カナダとは関係ない。
1959年にケベック・シティーで設立されたBanque Nationaleが、その基礎になっている。しかし1924年に不況に巻き込まれたため、モントリオールの銀行Banque d’Hochelagaと合併して「Banque Canadienne Nationale」に社名を変更した。そしてさらに、1974年にProvincial Bank of Canada（別のケベックに拠点を置く銀行）と合併してカナダ・ナショナル銀行が誕生した。
2001年にモントリオール銀行からケベックにある17支店を獲得した。
過去にはベイルート、メキシコシティー、ソウル、上海、台北にも事務所を開設したことがある。